# Bibcode
Ein Bibcode ist ein Bezeichnerformat zur Referenzierung astronomischer und astrophysikalischer Fachliteratur. Bibcodes werden insbesondere von den astronomischen Datenbanken SIMBAD und NED sowie dem Astrophysics Data System, einer umfangreichen Datenbank für Fachliteratur auf dem Gebiet der Astronomie und Astrophysik verwendet. Der Bibcode wurde 1995 eingeführt und ist damit älter als der DOI.
Ein Bibcode besteht aus genau 19 Zeichen (lateinische Buchstaben, Ziffern sowie Punkt, Prozentzeichen und Doppelpunkt) und hat das Format
JJJJQQQQQBBBBASSSSN
Dabei ist:
JJJJ das Jahr des Erscheinens
QQQQQ ein Code für die Quelle, meist die Abkürzung einer wissenschaftlichen Zeitschrift, z. B. AJ für The Astronomical Journal
BBBB ist die Nummer des Bands bzw. Jahrgangs einer Zeitschrift
A bezeichnet den Abschnitt oder Teil einer Publikation, z. B. L für Letters
SSSS ist die erste Seite des jeweiligen Artikels
N ist der erste Buchstabe im Familiennamen des erstgenannten Autors. Falls dieser nicht bestimmt werden kann, steht hier ein Doppelpunkt. Falls, wie bei manchen Büchern, der Bezeichner insgesamt nicht der normalen Form entspricht, steht hier ein Prozentzeichen.
Leere oder teilweise gefüllte Felder werden mit Punkt aufgefüllt. Aufgefüllt wird beim Code der Quelle von rechts und ansonsten von links her.
| Bibcode                     | Entsprechende Literaturangabe gemäß Wikipedia:Zitierregeln (als Beispiel) |
| --------------------------- | --- |
| bibcode:1974AJ.....79..819H | W. D. Heintz: Astrometric study of four visual binaries. In: The Astronomical Journal. Bd. 79, 1974, S. 819–825.                                                                            |
| bibcode:1924MNRAS..84..308E | A. S. Eddington: On the relation between the masses and luminosities of the stars. In: Monthly Notices of the Royal Astronomical Society. Bd. 84, 1924, S. 308–332.                         |
| bibcode:1970ApJ...161L..77K | J. C. Kemp, J. B. Swedlund, J. D. Landstreet, J. R. P. Angel: Discovery of circularly polarized light from a white dwarf. In: The Astrophysical Journal Letters. Bd. 161, 1970, S. L77–L79. |